# El Fehoul
El Fehoul (în arabă الفحول) este o comună din provincia Tlemcen, Algeria.
Populația comunei este de 7.045 de locuitori (2008).